# Aetosaurus
Aetosaurus é um género extinto de répteis arcossauros pertencentes à ordem Aetosauria Aetosauria. É geralmente considerado o mais primitivo aetossauro Três espécies são atualmente reconhecidas: A. ferratus, a espécie encontrados na Alemanha e Itália; A. crassicauda encontrada na Alemanha; e A. arcuatus do Leste da América do Norte. Espécimes adicionais referentes ao Aetosaurus foram encontrados na África do Sul, no Grupo Chinle do sudoeste dos Estados Unidos e na Formação Fjord Fleming da Groenlândia. Os espécimes de Aetosaurus ocorrem nos estratos do Noriano .

## Descrição

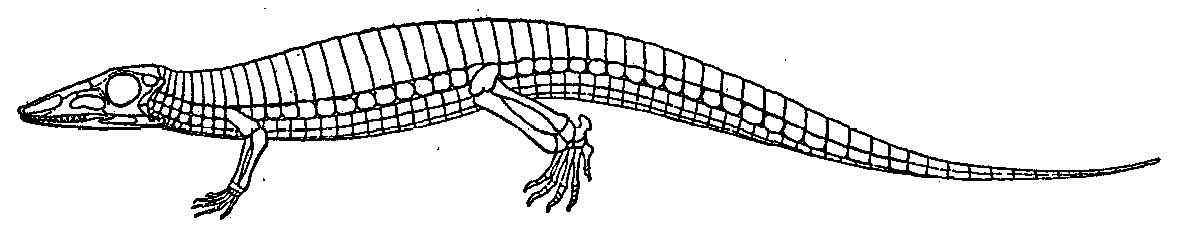
Reconstituição do Aetosaurus ferratus feita por Marsh

Aetosaurus era um primitivo e pequeno aetossauro. Ao contrário aetossauros mais derivados, como o Desmatosuchus ou o Typothorax, a carapaça era longa e estreita e não tinha espinhos. As escamas paramediana cobriam a parte traseira (com uma linha em cada lado das vértebras) são consideravelmente mais largas do que longas. As escamas laterais, que estão abaixo das paramedianas e formam uma linha de cada lado do animal, não apresentam qualquer espinhos ou outras projeções.

## Espécies

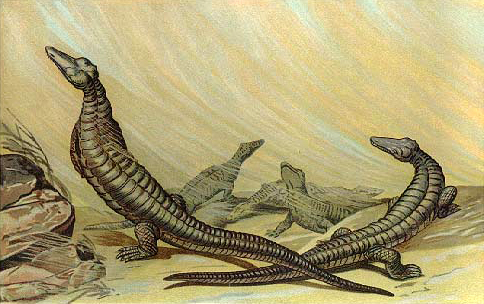
Velha reconstituição.

A espécie tipo do Aetosaurus foi nomeado como Aetosaurus ferratus em 1877 pelo alemão paleontólogo Oskar Fraas. Na época, era conhecido 22 esqueletos articulados de Aetosaurus que foram encontrados no Stubensandtein na Alemanha. Trinta anos depois, Eberhard Fraas , filho de Oskar Fraas,  descreveu uma segunda espécie, Aetosaurus crassicauda, também da Alemanha. A. crassicauda pode ser distinguido do A. ferratus pelo seu tamanho maior. A. crassicauda chega a um comprimento máximo de 1,5 metros, enquanto A. ferratus chegou a um comprimento de até 0,9 metros.
Além de Stubensandtein na Alemanha, A. ferratus também é encontrado na Formação Calcare di Zorzino em Cene, Itália. Os espécimes de Aetosaurus que foram encontrados na Formação Fleming Fjord na Groenlândia provavelmente sejam A. ferratus. Alguns materiais do Grupo Chinle do sudoeste dos Estados Unidos provavelmente também sejam A. ferratus.

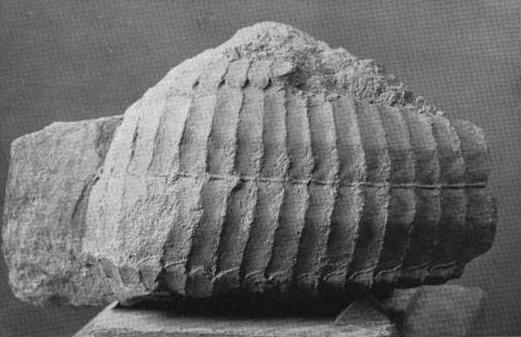
Fotografia do YPM 1647 (Aetosaurus arcuatus)

Em 1998, o género foi Stegomus sinonimizada com Aetosaurus. Em 1896, o paleontólogo Othniel Charles Marsh nomeu o Stegomus arcuatus a partir de um elenco de aetossauros conhecido como YPM 1647 da Formação New Haven, em Fairfield, Connecticut. Este elenco consistia de uma carapaça dorsal. Vários partes são conhecidos como a superfície do crânio e da cauda, e foram encontrados na Formação Passaic em Hunterdon e Somerset, Nova Jersey e da Formação Lower Sanford dentro do Triângulo de Brick Co. Quarry em Durham, Carolina do Norte. Stegomus arcuatus foi classificado como sinónimo do Aetosaurus com base em várias semelhanças, incluindo a falta de espinhos e um padrão distinto radial de ranhuras em alguns escamas caudais.
Aetosaurus arcuatus tem escamas paramediana que são muito mais amplas do que longas, mesmo em comparação com outras espécies de Aetosaurus. Há poucas “covas” na superfície das escamas, embora a porosidade do arenito onde foi encontrado possa ter ser confundido com “covas”. A cauda á estreita e a carapaça é uma "cintura", o que significa que se estreita na frente da pelve.